# Конгсвингер
Конгсвингер (норв. Kongsvinger) је град у Норвешкој. Град је у оквиру покрајине Источне Норвешке и трећи је по величини и значају град округа Хедмарк.

## Географија
Град Конгсвингер се налази у југоисточном делу Норвешке, у близини шведске границе, која се налази 30 km источно од града. Од главног града Осла град је удаљен 90 km источно од града.
Конгсвингер се налази у средишњем делу Скандинавског полуострва, у области Гломдал. Град се развио у долини реке Гломе, највеће у Норвешкој. Долина је уска, па је град проширен и на околна брда. Сходно томе надморска висина града је од 160 до преко 250 м.

## Историја
Први трагови насељавања на месту данашњег Конгсвингера јављају се у доба праисторије. Помен првог сталног насеља везује се за средњи век и доба Викинга.
Насеље је постепено развијало, па је тек 1854. године добило градска права.
Током петогодишње окупације Норвешке (1940—45) од стране Трећег рајха Конгсвингер и његово становништво нису значајније страдали.

## Становништво
Данас Конгсвингер има око 12 хиљада у градским границама, односно око 18 хиљада у ширем градском подручју. Последњих година број становника у граду стагнира.

## Привреда
Привреда Конгсвингера се традиционално заснивала на индустрији. Последњих година значај туризма, трговине, пословања и услуга је све већи.

## Збирка слика
- Зимски поглед на Конгсвингер
- Средишњи трг у Конгсвингер
- Главна црква у Конгсвингеру
- Градска болница